# 诗书路
詩書路是中國廣州市越秀區的一條南北走向的道路，位於紙行路以南，天成路以北。全長489米，寬8米。

## 歷史
古时，詩書路附近是私塾聚集之地，故名。一说诗书路得名据传和“狮子”有关。相传，诗书路原叫狮子路，因斯里兰卡（古代又称狮子国）商人到广州经商，在此落脚而得名。明代有个诗人叫张诩，他为照顾母亲，到此地修了书院教书传道，后人就把“狮子”改为“诗书”。1932年，市政府擴建詩書街成詩書路。文化大革命時期，紙行路與詩書路被命名為紅書中路，1982年復名。
2013年6月10日晚上11時，麗豐控股附屬公司廣州翠樺地產置業有限公司使出兩台挖土機，將位於觀綠路和詩書路交界的金陵台和妙高台強行拆毀。這兩棟建築物在1946年開始興建。廣州市當局在2012年5月組織專家考察後，專家建議將妙高台一號和三號、金陵台二號和四號、詩書路六十九號之一作為歷史建築，應予以保留，拆遷被叫停。市規劃局聲稱之前已通知開發商暫緩拆遷，並與開發商談判，提出兩個方案，一是收回地皮，二是優化建設方案，保留歷史建築物，但開發商無積極回應，最終更於近日「出手」拆屋。該地皮在2008年曾獲發「建設用地規劃許可證」。

## 道路旁著名建築
由北往南排列
- 廣州日報客戶服務中心

## 與之交匯道路
道路顺序由北往南排列
- 惠福西路
- 觀綠路
- 大德路

## 交通
巴士
- 詩書路站

地鐵
- 西門口站B出口
- 一德路站B出口